# Abdallah al-Bakri

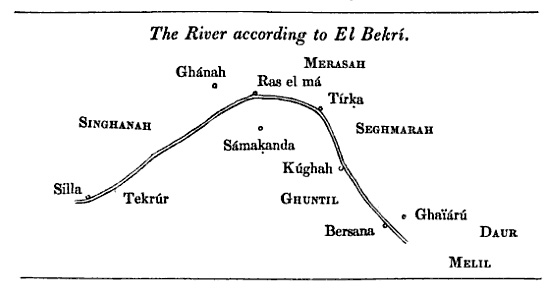
Mapa del río Senegal según Al-Bakrī

Abū 'Ubayd al-Bakrī hwa 'Abd Allāh ibn 'Abd al-'Azīz ibn Muhammad al-Bakrī (1014–1094) (en árabe: أبو عبيد البكري هو عبد الله بن عبد العزيز بن محمد البكري الأندلسي الأونب‎) fue un geógrafo, botánico e historiador hispanoárabe.

## Semblanza
Nació en Huelva, hijo del gobernador de la provincia. Cuando su padre fue depuesto por al-Mu'tádid, se mudó a Córdoba, donde estudió con el geógrafo al-Udri y el historiador Ibn Hayyan. Al-Bakrī pasó toda su vida en al-Ándalus, en Córdoba, Almería y Sevilla, y nunca visitó los lugares sobre los cuales escribió.
Al-Bakri escribió sobre Europa, África del Norte, y la península de Arabia aportando muchos datos sobre el Comercio transahariano y las ciudades de la curva de río Níger. Sus primeros trabajos fueron Kitāb al-masālik wa'l-mamālik (El libro de carreteras y de reinos) y Mu'ŷam. El primero fue compuesto en 1068, basado en la literatura y los informes de comerciantes y viajeros, incluidos Muhammad ibn Yusuf al-Warraq e Ibrahim ibn Ya'qub. Sus trabajos se destacan por la objetividad que presenta. Para cada uno de los lugares, describe a las personas, sus costumbres, así como la geografía, el clima, la botánica y las ciudades principales. También presenta varias anécdotas sobre cada lugar. Grandes fragmentos de su trabajo se han perdido.

## Eponimia
- En 1976 se decidió en su honor llamarle «Al-Bakri» a un cráter lunar localizado en el borde noroeste del Mare Tranquillitatis.[4]